# 八大省工
八大省工是指八所台灣省著名的工業教育學校。1955年中華民國教育部接受美援購買先進儀器並引進美國「單位行業訓練制」與「行業單位教學法」，並指定臺灣八所學校辦理示範工業教育，實施單位行業訓練制，這八所學校便稱為「示範工職」。

## 學校列表
1955年設立時，尚未實施九年國民義務教育，初中即開始分流普通教育和技職教育。當時升學主流為職校，大多設有初級部，僅臺中高工與臺南高工專辦高級部。
- 臺北市立工業職業學校，今「臺北市立大安高級工業職業學校」
- 臺灣省立新竹工業職業學校，今「國立新竹高級工業職業學校」
- 臺灣省立臺中高級工業職業學校，今「臺中市立臺中工業高級中等學校」
- 臺灣省立彰化工業職業學校，今「國立彰化師範大學附屬高級工業職業學校」
- 臺灣省立嘉義工業職業學校，今「國立嘉義高級工業職業學校」
- 臺灣省立臺南高級工業職業學校，今「國立成功大學附屬臺南工業高級中等學校」
- 臺灣省立高雄工業職業學校，今「高雄市立高雄高級工業職業學校」
- 臺灣省立花蓮工業職業學校，今「國立花蓮高級工業職業學校」

而當時這八所學校，除了臺北市立工業職業學校為省轄市立外，皆為省級學校，所以習慣上通稱為八大省工。
- 臺北高工隨臺北市於1967年升格改隸直轄市成為臺北市立大安高級工業職業學校

- 高雄高工隨高雄市於1979年升格改隸直轄市成為高雄市立高雄高級工業職業學校

- 彰化高工於1984年改隸於國立彰化師範大學成為國立彰化師範大學附屬高級工業職業學校

- 臺中高工隨臺中市於2017年升格改隸直轄市成為臺中市立臺中工業高級中等學校

- 台南高工於2023年改隸於國立成功大學成為國立成功大學附屬臺南工業高級中等學校

八大省工經近年演變後，現今改除隸屬單位，以「八大高工」稱呼之。